# 赤松杯
赤松杯（せきしょうはい）は、岩手県競馬組合が水沢競馬場で施行する地方競馬の重賞競走（M2）である。正式名称は「胆江日日新聞杯 赤松杯」。胆江日日新聞が優勝杯を提供している。

## 概要
1975年水沢競馬場で施行される古馬による特別競走として創設。特別競走時代は施行距離や施行時期の変更が多く、第20回から第22回、第31回から第32回は盛岡競馬場で開催された。
2013年に重賞に格上げされると施行条件が水沢競馬場ダート1600mに固定された。2016年に岩手競馬グレード制の導入に伴い、M3に格付けされる。また、シーズン最初の古馬重賞として定着している。2025年からはM2に格上げされている。
特別競走時代の過去の勝ち馬にはスイフトセイダイ、トウケイニセイ、トーホウエンペラーなどの岩手競馬を代表する名馬が名を連ねている。
シアンモア記念のトライアル競走として3着以上の馬に優先出走権が与えられる。
負担重量は2025年に別定から定量に変更された。

### 条件・賞金等（2025年）
出走条件
サラブレッド系4歳以上、岩手所属。
負担重量
定量。57kg、牝馬2kg減。
賞金等
賞金額は1着500万円、2着175万円、3着100万円、4着65万円、5着35万円で、着外手当は5万円。
副賞
胆江日日新聞社賞、奥州市長賞、開催執務委員長賞。
優先出走権
3着以上の馬にシアンモア記念の優先出走権が付与される。

## 歴代優勝馬
重賞に昇格した2013年以降。全て水沢競馬場ダート1600mで施行。
| 回数   | 施行日        | 優勝馬             | 性齢 | 所属 | タイム | 優勝騎手 | 管理調教師 | 馬主                               |
| ------ | ------------- | ------------------ | ---- | ---- | ------ | -------- | ---------- | ---------------------------------- |
| 第38回 | 2013年4月27日 | コンプリート       | 牝5  | 水沢 | 1:40.5 | 高松亮   | 畠山信一   | 藤村榮子                           |
| 第39回 | 2014年4月27日 | ナムラタイタン     | 牡8  | 水沢 | 1:40.4 | 坂口裕一 | 村上昌幸   | 岩渕道良                           |
| 第40回 | 2015年4月11日 | ナムラタイタン     | 牡9  | 水沢 | 1:38.7 | 坂口裕一 | 村上昌幸   | 岩渕道良                           |
| 第41回 | 2016年4月10日 | ナムラタイタン     | 牡10 | 水沢 | 1:40.5 | 坂口裕一 | 村上昌幸   | 岩渕道良                           |
| 第42回 | 2017年4月8日  | イーグルカザン     | 牡9  | 盛岡 | 1:44.8 | 大坪慎   | 橘友和     | 石川秀守                           |
| 第43回 | 2018年4月8日  | ベンテンコゾウ     | 牡4  | 水沢 | 1:40.1 | 村上忍   | 菅原勲     | 大久保和夫                         |
| 第44回 | 2019年4月14日 | ロジストーム       | 牡6  | 水沢 | 1:39.7 | 村上忍   | 千葉幸喜   | 岩渕瑞生                           |
| 第45回 | 2020年4月12日 | ランガディア       | 牡6  | 水沢 | 1:42.3 | 鈴木祐   | 板垣吉則   | 蓑島竜一                           |
| 第46回 | 2021年4月11日 | チャイヤプーン     | 牡6  | 水沢 | 1:42.8 | 村上忍   | 菅原勲     | 大久保和夫                         |
| 第47回 | 2022年4月10日 | マイネルアストリア | 牡5  | 水沢 | 1:42.1 | 山本聡哉 | 板垣吉則   | （株）サラブレッドクラブラフィアン |
| 第48回 | 2023年4月9日  | グローリーグローリ | 牡8  | 水沢 | 1:40.0 | 山本聡哉 | 菅原勲     | 遠山淳                             |
| 第49回 | 2024年4月14日 | グランコージー     | 牡7  | 水沢 | 1:41.0 | 坂口裕一 | 千葉幸喜   | 佐野幸一郎                         |
| 第50回 | 2025年4月15日 | ヒロシクン         | セ6  | 水沢 | 1:39.5 | 高松亮   | 佐藤雅彦   | 瀬谷隆雄                           |

#### 各回競走結果の出典
- 赤松杯 歴代優勝馬 - 地方競馬全国協会
- JBISサーチ
  - 2013年，2014年，2015年，2016年，2017年，2018年，2019年，2020年，2021年，2022年，2023年，2024年，2025年